# Manteigas
Manteigas is een plaats en gemeente in het Portugese district Guarda.
De gemeente heeft een totale oppervlakte van 105 km² en telde 4094 inwoners in 2001.